# Karen Zoid
Karen Zoid (tên khai sinh là Karen Louise Greeff  sinh ngày 10 tháng 8 năm 1978) là một ca sĩ nhạc rock, nghệ sĩ guitar và nhạc sĩ người Nam Phi. Cô được mệnh danh là "Nữ hoàng nhạc rock" của Nam Phi bởi một số sản phẩm lớn của mình. Những người hâm mộ của cô nói riêng và giới trẻ Nam Phi nói chung được giới báo chí gọi là "Zoid Generation". Các thành viên ban nhạc hiện tại của Zoid là Henry Steel Jnr (guitar), Schalk van der Merwe (guitar bass) và Tim Rankin (trống). 

## Cuộc đời
Sinh ra tại Brussels bởi một nhà ngoại giao người Nam Phi, Zoid lớn lên ở Bỉ trước khi chuyển tới Johannesburg. Tại đây, cô đã theo học tại Trường Nghệ thuật Quốc gia trước khi tiếp tục học kịch tại AFDA. Năm 2001, cô bỏ học đại học để tập trung hoàn toàn vào âm nhạc.

## Sự nghiệp
Album đầu tiên của Zoid, "Poles Apart", được phát hành bởi EMI vào tháng 6 năm 2001. "Afrikaners is Plesierig", một bài hát nổi bật trong album, đã đạt được trạng thái mang tính biểu tượng ở Nam Phi, được liệt kê là một trong số 100 bài hát Nam Phi vĩ đại nhất theo Sunday Times. EMI đã phát hành album thứ hai, "Chasing the Sun", tháng 6 năm 2003 và album thứ ba "Media" vào tháng 7 năm 2005. Album thứ tư của cô, "Postmodern World", được phát hành vào tháng 8 năm 2007 sau khi cô rời EMI và ký hợp đồng với Just Music đầu năm đó. Trong năm 2009, Sony phát hành "Ultimate Zoid", một album hai đĩa kết hợp các hit từ album trước của cô với ba bài hát mới và một bản thu âm trực tiếp. "Terms and Conditions" cũng được Sony phát hành năm 2010. "Zoid Afrika" được phát hành vào năm 2012, bởi công ty sản xuất của Zoid, Karen Zoid Productions.
Các bài hát từ album của Zoid đã được đưa vào chương trình giải trí âm nhạc trên các chuyến bay quốc tế đến và đi từ Nam Phi. Cô cũng đã viết nhạc cho phim ảnh truyền hình, với hai bài hát của cô trong bộ phim năm 2006 có tên là "Number 10". Vào ngày 3 tháng 5 năm 2008, cô đã giành được SAMA cho hạng mục Nghệ sĩ solo nữ xuất sắc nhất. Karen Zoid biểu diễn tại lễ nhậm chức của Tổng thống Thabo Mbeki năm 2004  và Jacob Zuma vào năm 2009. Cô và ban nhạc của cô cũng biểu diễn tại Nelson Mandela 46664, buổi hòa nhạc vì lợi ích của HIV / AIDS vào năm 2005  và tại lễ kỷ niệm ANC vào năm 2012. Cô và ban nhạc của cô đã có một số buổi hòa nhạc ở London, chủ yếu cho khán giả Nam Phi. Năm 2006, họ biểu diễn ở London, Canada và Dubai (tại Lễ hội Dubai Desert Rhythm).
Trong năm 2010, Karen Zoid đóng vai chính trong bộ phim của Franz Marx, Susanna van Biljon. Cô cũng đã thu âm bài hát chủ đề của bộ phim. Republiek van Zoid Afrika, một chương trình trò chuyện đêm khuya được tổ chức bởi Zoid, được công chiếu trên kykNET vào tháng 7 năm 2014.

## Đời tư
Năm 2004, Zoid đã kết hôn với cựu thành viên ban nhạc, người mà cô đã có con trai cùng vào tháng 1 năm 2007. Cặp đôi này sau đó đã ly dị vào năm 2010.

## Album
- Poles Apart (2002)
- Chasing The Sun (2003)
- In Die Staatsteater DVD (2003)
- Media (2005)
- Postmodern World (2007)
- Alive in a Postmodern World DVD (2008)
- Ultimate Zoid (2009)
- Terms & Conditions (2010)
- Zoid Afrika (2012)
- Drown Out The Noise (2015)